# Polikalia
Polikalia – komunikacja mrówek w kolonii mającej wiele gniazd. W takim przypadku utrzymują one przyjazne stosunki i współpracują ze sobą. Często odbywa się to poprzez ruch mrówek po ścieżkach feromonowych.